# 119. Division (Japanisches Kaiserreich)
Die 119. Division (jap. 第119師団, Dai-119 Shidan) war eine Division des Kaiserlich Japanischen Heeres, die 1944 aufgestellt und 1945 aufgelöst wurde. Ihr Tsūshōgō-Code (militärischer Tarnname) war Jai-Division (宰兵団, Osamu-heidan).

## Geschichte der Einheit
Die 119. Division (119. ID) wurde am 10. November 1944 unter dem Kommando von Generalleutnant Kiyonobu Shiozawa als Typ-B-„Standard“-Division hauptsächlich aus den Resten der 23. Division (der Hauptteil der 23. ID war nach Leyte verlegt worden) und der 8. Garnisons-Einheit als Triangulare Division aufgestellt. Sie bestand aus dem 253., 254. und 255. Infanterie-Regiment, dem 119. Aufklärungs-Regiment, dem 119. Artillerie-Regiment und dem 119. Pionier- und Transport-Regiment. Das Depot der ca. 16.000 Mann starken Division lag in Hailar, Mandschukuo. Die Division war der 4. Armee unterstellt, die mit der Verteidigung der Nord-Mandschurei betraut war. Während die anderen Divisionen der 4. Armee schlecht ausgerüstet waren (die 149. Division hatte kein einziges Geschütz zur Verfügung) hatte die 119. ID ihr schweres Gerät (Geschütze und Transportfahrzeuge) von der 23. Division übernommen, die wegen begrenzter Schiffskapazitäten bei ihrer Überfahrt nach Leyte den Großteil ihrer Ausrüstung zurücklassen musste. Da jedoch alle neu aufgestellten Division mit frisch ausgehobenen Rekruten besetzt waren, entsprach die Kampfkraft der neuen Divisionen ab 1944 in keiner Weise der von vor dem Krieg aufgestellten Divisionen. Aus diesem Grund teilte der Stab der 4. Armee der 119. Division zur Verstärkung die 80. selbstständige gemischte Brigade (ca. 6000 Mann) zu.

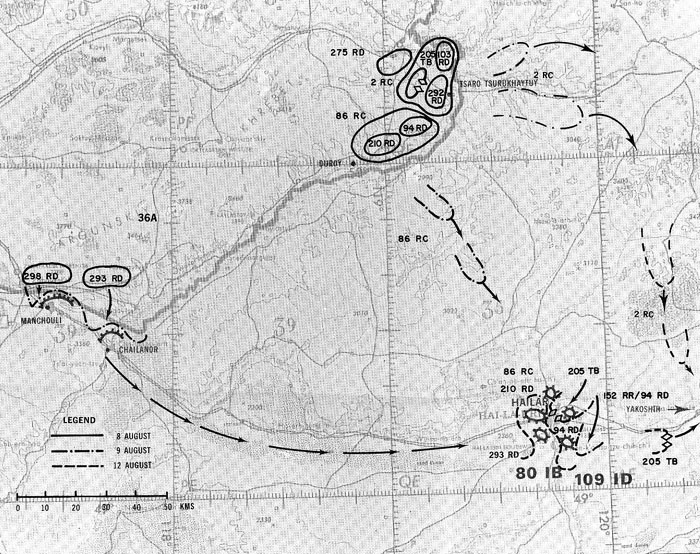
Verteidigungsstellungen der 119. Division (fälschlicherweise als '109 ID' angegeben) und der 80. selbständigen gemischten Brigeade (80 IB) während der sowjetischen Invasion der Mandschurei

Als am 9. August 1945, gleichzeitig mit dem amerikanischen Atombombenabwurf auf Nagasaki, die sowjetische Invasion der Mandschurei begann, waren viele der frisch eingezogenen Rekruten noch nicht bei ihrer Einheit. Der Verteidigungsplan der Division sah vor, sich bei einem Angriff auf die Pässe des Großen Hinggan-Gebirge zwischen Yakeshi und Pokotu sowie sich auf die befestigte Region Hailar zurückzuziehen. Die befestigte Region Hailar war, ähnlich wie die befestigte Region Suifenho und befestigte Region Hutou mit Stahlbeton armierten Unterständen und Bunkerstellungen versehen, die durch Laufgräben miteinander verbunden waren. Ursprünglich waren bis zu drei Divisionen vorgesehen, die sogenannten befestigten Regionen zu verteidigen. Als die sowjetische 36. Armee Anfang August angriff waren die Stellungen hoffnungslos unterbesetzt. Zudem fehlten den japanischen Soldaten ausreichend Panzerabwehrwaffen. Bereits am ersten Angriffstag befahl Generalleutnant Uemura Mikio, Befehlshaber der 4. Armee, der 119. ID sich ostwärts tiefer in die Berge Richtung der befestigten Region Wunoehr zurückzuziehen, um dem Hauptstoß der sowjetischen 205. Panzerbrigade zu entgehen. Auf ihrem Rückzug wurde die 119. ID durch die sowjetische 275. Schützendivision und Teile der 205. Panzerbrigade verfolgt und verlor dabei 1000 Tote und 4900 Mann gerieten in Gefangenschaft. Die Reste der 119. ID ergaben sich am 26. August 1945 und gingen anschließend in sowjetische Kriegsgefangenschaft.

## Gliederung
Im November 1944 erfolgte die Aufstellung zu einer Typ B „Standard“-Division wie folgt:
- 119. Infanterie-Divisions-Stab (ca. 80 Mann)
  - 253. Infanterie-Regiment (ca. 3400 Mann)
  - 254. Infanterie-Regiment (ca. 3400 Mann)
  - 255. Infanterie-Regiment (ca. 3400 Mann)
  - 119. Feldartillerie-Regiment (ca. 2400 Mann) (ehemals 13. Feldartillerie-Regiment)
    - 1. Artillerie-Bataillon (Typ 90 75-mm-Feldgeschütze)
    - 2. Artillerie-Bataillon (Typ 90 75-mm-Feldgeschütze)
    - 3. Artillerie-Bataillon (Typ 90 75-mm-Feldgeschütze)
    - 4. Artillerie-Bataillon (Typ 96 15-cm-Haubitzen)

  - 119. Signal-Einheit (ca. 100)
  - 119. Pionier-Regiment (ca. 400 Mann)
  - 119. Transport-Regiment (ca. 1900 Mann)
  - 119. Feldhospital (1×) (ca. 450 Mann)
  - 119. Wasserversorgungs- und -aufbereitungs-Einheit (ca. 60 Mann)
  - 119. Veterinär-Hospital (ca. 40 Mann)
  - 119. Versorgungs-Kompanie (ca. 120 Mann)

Gesamtstärke: ca. 15.750 Mann

## Führung
Divisionskommandeur
- Kiyonobu Shiozawa (塩沢清宣), Generalleutnant: 14. Oktober 1944 – August 1945